# Kenji Suzuki
Kenji Suzuki (鈴木 健児 Suzuki Kenji?), född 3 september 1986 i Akita prefektur, är en japansk fotbollsspelare.
Suzuki började sin karriär 2005 i FC Tokyo. Efter FC Tokyo spelade han för Albirex Niigata Singapore, Gainare Tottori, Blaublitz Akita och Tochigi Uva FC. Han avslutade karriären 2016.